# Parathesis acostensis
Parathesis acostensis är en viveväxtart som beskrevs av J.F. Morales. Parathesis acostensis ingår i släktet Parathesis och familjen viveväxter. Inga underarter finns listade i Catalogue of Life.